# Sebt Lamaarif
Sebt Lamaarif (arabiska: سبت المعاريف) är en ort i Marocko, som i folkräkningen räknas som stad i landskommunen Kridid. Den ligger i provinsen Sidi Bennour och regionen Casablanca-Settat, 230 km sydväst om huvudstaden Rabat. Antalet invånare var 1 834 vid folkräkningen 2014.